# World Triathlon
World Triathlon est le nom pris en octobre 2020 par la fédération internationale de triathlon qui portait jusqu'à cette date le nom d'International Triathlon Union (ITU). Basée à Lausanne en Suisse, est créée en 1989. Elle organise les championnats du monde officiel pour les sports de triathlon, duathlon, aquathlon, cross triathlon, cross duathlon, triathlon d'hiver, paratriathlon, paraduathlon, aquabike. Créée en partie pour donner au triathlon un caractère plus structuré en tant qu'organisateur de compétition et partiellement pour plaider en faveur du triathlon comme discipline aux Jeux olympiques d'été.

## Historique

### Les McDonald, premier président

Ancien logo.

Après ses débuts à San Diego, le triathlon devient en quelques années un des sports les plus dynamiques du monde. Son développement rapide attire l’attention du Comité international olympique (CIO) qui entame des discussions pour l’inclure au programme des Jeux olympiques de 1988. Le président du CIO Juan Antonio Samaranch organise une réunion à Stockholm en Suède avec l'intention de faire du triathlon un sport olympique au plus tôt. Le Canadien Les McDonald est élu président d'un comité de travail à cette intention, le Suédois Sture Jonasson est élu secrétaire. La Fédération internationale de triathlon est fondée un an plus tard sous le nom de « International Triathlon Union » (ITU), le 1er avril 1989. Le congrès de fondation de l'ITU se tient à Avignon en France. Trente fédérations nationales participent au congrès et lancent l'organisation d'un championnat du monde de triathlon. Celui-ci tient sa première édition à Avignon en août 1989 sur ce qui deviendra la « distance olympique », fixée à 1,5 km de natation, 40 km de vélo et 10 km de course à pied. 800 triathlètes représentant quarante pays s'affrontent lors de ces premiers championnats du monde. l'Américain Mark Allen et l'Australienne Erin Baker en remportant l'épreuve sont sacrés premiers champions du monde de triathlon. Cette même année, Les McDonald est élu premier président de l'ITU. Depuis sa création à Avignon, l'ITU a son siège social à Vancouver, au Canada. Le 1er janvier 2014, il est déplacé à Lausanne, en Suisse.
Depuis sa fondation, l'ITU a intégré au travers de ses fédérations continentales plus de 150 fédérations nationales à travers le monde. En 2000, le triathlon est officiellement ajouté au programme olympique par le CIO lors de son congrès à Paris en 1994. Il fait ses débuts olympiques aux Jeux de 2000 à Sydney en Australie, la Suissesse Brigitte McMahon et le Canadien Simon Whitfield gagnent les premières médailles d'or olympiques de ce sport.
La Fédération internationale de triathlon organise les séries mondiales de triathlon, championnat du monde qui se déroule sur un circuit de compétition en huit étapes dans huit pays différents. Elle organise également un ensemble de compétitions mondiales sur différentes distances des sports enchaînés dérivés du triathlon dont elle a la gestion, tel le duathlon, l'aquathlon, le cross triathlon, le triathlon d'hiver et le paratriathlon.

### Présidence de Marisol Casado
En novembre 2008, l'Espagnole Marisol Casado est élue présidente de l'ITU. Elle devient membre du CIO en février 2010 lors de sa 122e session dans la ville natale de l'ITU, à Vancouver. Elle est réélue pour un nouveau mandat de quatre années en octobre 2012. La Canadienne Loreen Barnett conserve son poste de secrétaire général, avec Sarah Springman nommée 1re vice-présidente et membre honoraire de la fédération mondiale, la Fédération internationale de triathlon s'affiche en 2012, comme la seule fédération mondiale d'un sport olympique ayant une direction entièrement féminine.
Cette direction confie à Sarah Springman la gestion du dossier, qui vise à obtenir l’entrée du triathlon dans la famille des sports paralympiques à l’occasion des Jeux paralympiques d'été de 2016, La vice-président présente cette démarche « qui vise à porter au pinacle des sports paralympique le triathlon afin qu'il devienne un catalyseur pour les athlètes handicapées ». Le sport est admis pour les Jeux de Rio de Janeiro en 2016. Pour Marisol Casado, présidente de l'ITU, « c'est un honneur de voir le triathlon rejoindre le panthéon des sports et jeux paralympiques ».
En décembre 2016, Marisol Casado est réélue pour un troisième mandat à la présidence de la fédération internationale lors du 29e congrès qui se tient à Madrid.
En juin 2017, à la suite du renouvellement de la demande fédérale, le comité international olympique inclut une troisième épreuve de triathlon au programme olympique des Jeux de Tokyo de 2020, le relais mixte (4X4). Avec les épreuves de triathlon courtes distance hommes et femmes, trois épreuves de triathlon offrent des titres olympiques aux triathlètes,. En rejoignant d'autres sports qui pratiquent ces formes d'épreuves mixtes, cette démarche entrant dans le cadre de la promotion des politiques d'égalité entre triathlètes hommes et femmes soutenues par la fédération internationale et sa présidente Marisol Casado.
En septembre 2017, l'ITU annonce la mort de son président fondateur et honoraire Les McDonald, à l'âge de 84 ans. La presse spécialisée qui retrace son parcours sportif et professionnel, met l'accent sur l'obtention du statut olympique qu'obtient le triathlon en 2000. Reconnaissance sportive mondiale dont il est le principal artisan,.A la tête de la fédération pendant 20 années, il quitte ces fonctions en 2008 au profit de Marisol Casado. Il est décoré de l'Ordre du Canada en 2013, pour service rendu à la nation et introduit dans le « Hall of Fame » de l'ITU en 2014, pour l'ensemble de son action en faveur du triathlon.
En octobre 2020, elle prend officiellement le nouveau nom de « World Triathlon » dans le but de s'identifier de manière claire dans le monde et de promouvoir les sports qu'elle gère.

### Présidence d'Antonio Fernandez Arimany
Le 21 octobre 2024, le 37e congrès de la World Triathlon, qui se tient à Torremolinos en Espagne procède à l'élection de son nouveau comité exécutif et au renouvellement des commissions de l'instance fédérale. L'Espagnol Antonio Fernandez Arimany est élu président de la fédération internationale en remplacement de Marisol Casado qui a présidé l'organisation durant 16 ans. Il est le troisième président de la fédération depuis la création de l'organisme international en 1989 à Avignon.
Son élection à la présidence est entaché de soupçon de corruption à la suite de révélation du site The Inquisitor, remettant en cause la probité et l'honnêteté de la campagne et de l'élection. Le tribunal arbitral du sport saisi de l'affaire, dans son rendu, fait état d'une liste de favoris préétablie, influençant le scrutin et le vote des représentants. Les faits sont dénoncés par l'Australienne Michelle Cooper présidente d'Australia Triathlon et qui s'est vu proposé par Liber Garcia, président d'Americas Triathlon, un poste au comité exécutif en échange du retrait de sa candidature. Les conclusions du tribunal exposant qu'un petit groupe a pris le contrôle de la fédération en réduisant l'action de l'opposition interne. Toutefois, le tribunal ne remet pas en cause le résultat de l'élection, mais il confirme que Liber Garcia enfreint plusieurs articles du code éthique de la World Triathlon sur sa politique anti-corruption et pas conséquent de sa propre constitution. Des appels sont émis pour organiser de nouvelles élections pour restaurer la crédibilité et la confiance dans la fédération et dans ses procédures électorales,.

## Structure internationale
La fédération internationale est structurée suivant les cinq continents, à travers desquels les fédérations nationales (le conseil d'administration du triathlon dans chaque pays) sont affiliées indirectement. Chaque région continentale organise des championnats des divers sports enchaînés. En 2022, les fédérations continentales sont :
- Afrique : Africa Triathlon
- Amériques : Americas Triathlon
- Asie : Asia Triathlon
- Europe : Europe Triathlon
- Océanie : Oceania Triathlon

## Championnats
La série originale des courses ITU est la course de courte durée ou de distance olympique (M) sanctionnée par la Coupe du monde de triathlon, qui contient douze courses en 2008. Les distances pour les courses de la coupe du monde ITU sont 1 500 m de natation, 40 km de vélo et 10 km de course à pied. Ces paramètres ont été choisis parmi des distances existantes dans les disciplines de natation, vélo et course à pied dans les jeux olympiques. Cette distance de triathlon est devenue l'un des standards dans le monde du triathlon. Depuis 2009, la coupe du monde cesse d’être attribuée et le format du championnat du monde de triathlon qui à l'origine se déroule sur une seule épreuve est étendu à une série de plusieurs épreuves. Le championnat du monde et l’attribution du titre culminant dans une grande finale. Il prend le nom de Séries mondiales de triathlon (World Triathlon series WTS). Les anciennes étapes de la coupe du monde continuent pour partie d'être organisées et servent d'étapes complémentaires au WTS.
Plus récemment, l'ITU a créé un circuit de course longue distance avec des championnats du monde officiels. Ces courses de longue distance sont assez similaires dans la longueur des courses, des distances Ironman et Ironman 70.3 organisés par le World Triathlon Corporation.
En 2015, les événements suivants du championnat du monde ont été organisés par la fédération internationale :
- Championnats du monde de triathlon ;
- Championnats du monde de triathlon longue distance ;
- Coupe du monde de triathlon ;
- Championnats du monde de triathlon en relais mixte ;
- Championnats du monde de triathlon d'hiver ;
- Championnats du monde de triathlon cross ;
- Championnats du monde de duathlon ;
- Championnats du monde de duathlon cross;
- Championnats du monde de duathlon longue distance ;
- Championnats du monde d'aquathlon ;
- Championnats du monde de paratriathlon.

## Classements mondiaux
La fédération internationale établie des classements mondiaux des triathlètes selon leurs spécialités, courte ou longue distance, triathlon ou duathlon. Les points attribués à chaque compétition de son calendrier officiel, servant à l'établissement de ces classements. Les classements recensent tous les triathlètes professionnels élites enregistrés par les fédérations nationales, et ayant participé dans l’année à une compétition officielle de l'ITU.

## Science et triathlon
En 2011, la fédération internationale instaure un cycle de conférences annuelles autour de la recherche scientifique et de l'innovation dans le triathlon. La première conférence se tient à l'Université d'Alicante en Espagne et réunit des scientifiques dans le domaine du sport. Animé par un comité scientifique, des conférenciers sont invités à présenter les dernières études et évolutions sur le triathlon. En 2015, la 3e édition se tient à Paris en France et propose comme thème central « Objectif pour Rio, préparation pour Tokyo...et après » (« Peaking for Rio, preparing for Tokyo...and beyond »), d'autres thèmes sont également développés au cours de la conférence, comme l'entraînement spécifique au triathlon de haut niveau, le paratriathlon ou encore la gestion de la formation des triathlètes.
En 2020, elle établit la certification World Triathlon Sustainability qui est un document conçu pour aider les comités d'organisation local d'événements, à adhérer à des meilleures pratiques environnementales dans l'objectif de contribuer à la lutte contre les changements climatiques.